# Steinbach (Lohr am Main)
Steinbach ([ˈʃtaɪ̯nˌbax] ) ist ein Gemeindeteil der Stadt Lohr am Main im unterfränkischen Landkreis Main-Spessart in Bayern.

## Geographie
Der Ort liegt nordöstlich der Altstadt am linken Ufer des Mains dem Spessart gegenüber. In Steinbach mündet der Buchenbach in den Main; etwa 4 Kilometer talaufwärts liegt die Buchenmühle und der bereits zur benachbarten Gemarkung Sendelbach gehörige Marien-Wallfahrtsort Mariabuchen. Buchenbachtal und Mainufer sind beliebte (Rad-)Wandergebiete. In Steinbach liegt das Dr. Hans Schönmann Biotop.

## Geschichte
Eine erste, einigermaßen verlässliche Nennung Steinbachs findet sich in einer Urkunde aus dem Jahr 1282. Der Ort gehörte vom Mittelalter bis zum Wiener Kongress 1815 kirchenrechtlich zum Hochstift Würzburg, war ursprünglich eine Filiale der Pfarrei in Wiesenfeld, wurde aber 1336 der geistlichen Aufsicht von Kloster Neustadt am Main übertragen. Steinbach wurde ein Lehen der Grafschaft Rieneck und fiel nach dem Aussterben der Voit von Rieneck durch Heirat an die Herren von Hutten (Stolzenberg-Linie).
Seit 1815 teilt der Ort die Geschichte von Lohr am Main.
Am 1. Januar 1972 wurde Steinbach in die Stadt Lohr am Main eingegliedert.

### Jüdische Gemeinde
Eine kleine jüdische Kultusgemeinde scheint es wohl über etwa 300 Jahre in Steinbach gegeben zu haben. Erstmals 1595 wird ein Samuel Judt als Hausbesitzer urkundlich genannt. Im 19. Jahrhundert umfasste die Gemeinde noch zehn bis elf Haushalte. Erst ab 1870 setzte ein rapider Schrumpfungsprozess ein, wohl bedingt durch die Nähe der neuen jüdischen Gemeinde in Lohr. 1896 wurde das letzte Mitglied der Steinbacher jüdischen Gemeinde in die Lohrer Kehille eingegliedert.

## Wirtschaft
In Steinbach sind mehrere Betriebe im Baugewerbe (Glas, Holz, Beton, Sand, Kies) sowie Dienstleistungsbetriebe ansässig.
Es gibt zwei Gasthöfe und einige Ferienwohnungen.

## Sehenswürdigkeiten
- Die in den Jahren 1719 bis 1721 erbaute barocke Einturmfassadenkirche St. Josef der Bräutigam des Hofbaumeister in Würzburg Joseph Greissing, dem Lehrmeister und Amtsvorgänger Balthasar Neumanns.

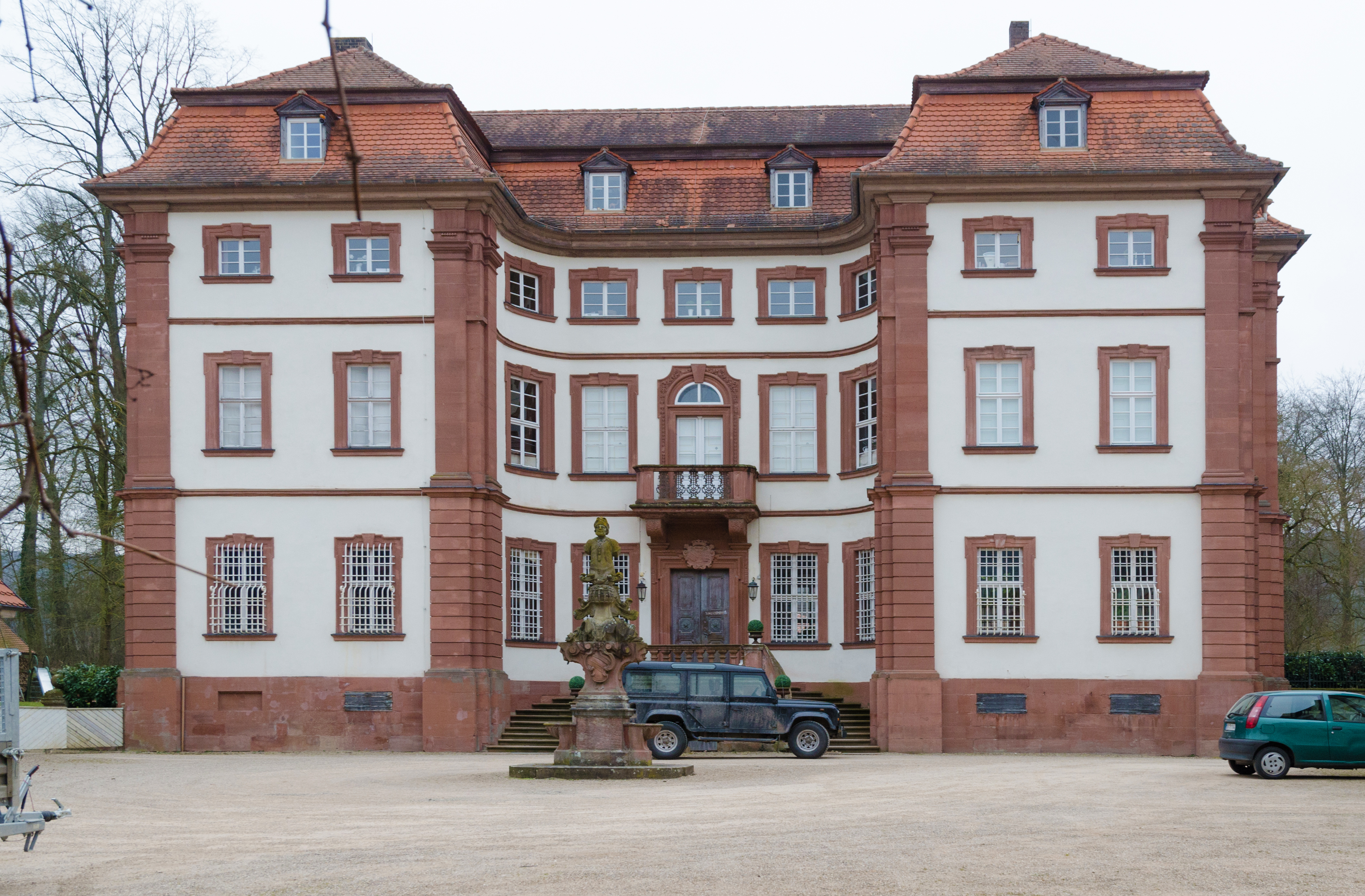
Schloss Steinbach

- Gegenüber der Kirche steht Schloss Steinbach. Schloss und Park sind in Privatbesitz der Familie von Hutten und nicht zu besichtigen. Der Innenhof wird in der Sommersaison jedoch zu Veranstaltungen – insbesondere zu einer alljährlich stattfindenden Gartenmesse – geöffnet. Zudem betreibt die Familie seit 1996 eine Firma zum Vertrieb skandinavischer Holzhäuser in Deutschland.

## Bildung
Steinbach hat einen Kindergarten und eine Hausaufgabenbetreuung für Grundschüler.

## Söhne und Töchter des Ortes
- Franz Christoph von Hutten zum Stolzenberg (1706–1770), Fürstbischof von Speyer und Kardinal
- Ulrich von Hutten (1827–1888), Generalmajor, Oberhofmeister und Abgeordneter des Kurhessischen Kommunallandtages
- Krystyna Kuhn (* 1960), Autorin

## Vereine
- Blaskapelle Steinbach
- Faschingsverein Steebicher Edelmannsköpf
- Freiwillige Feuerwehr
- Sportverein SV Steinbach 1925 e. V.